# Secret Agency
Pour plus de détails, voir Fiche technique et Distribution.
Secret Agency, ou Espionne malgré elle au Québec (Barely Lethal), est un film indépendant américain de comédie et d'action réalisé par Kyle Newman et sorti en 2015.

## Synopsis
Megan Walsh est une adolescente élevée à la Prescott Academy, un pensionnat formant des jeunes filles orphelines à devenir assassins. Malgré son fort potentiel, Megan rêve d'une vie normale. Un jour, son mentor Hardman lui confie la mission d'arrêter la dangereuse trafiquante d'armes Victoria Knox. Lors de la mission, un accident se produit et Megan se retrouve hors des radars de l’académie. Elle décide d'en profiter pour se faire passer pour disparue et commencer une nouvelle vie d'ado comme les autres... 

## Fiche technique
- Titre original : Barely Lethal
- Titre français : Secret Agency
- Titre québécois : Espionne malgré elle
- Réalisation : Kyle Newman
- Scénario : John D'Arco
- Montage : Lisa Zeno Churgin
- Direction artistique : Andrew Neskoromny
- Photographie : Peter Lyons Collister
- Musique : Mateo Messina
- Décors : Melinda Sanders
- Costumes : Francine Jamison-Tanchuck
- Production : John Cheng, Sukee Chew, Vanessa Coifman, Ted Hartley et Brett Ratner
- Producteurs exécutifs : Alexis Bishop, Kevin Cornish, Arianne Fraser, C.C. Hang, Molly Hassell, William Leo Kiely III, Harrison Kordestani, Brigitte Mueller et James Reach
- Sociétés de production : RKO Pictures, Main Street Films, RatPac Entertainment, Highland Film Group, Windowseat Entertainment et Hopscotch Pictures
- Société de distribution : 
  - États-Unis : A24 Films (cinéma) ; DirecTV (vidéo à la demande) ; Lionsgate (vidéo)
  - Québec : Les Films Séville
  - France : Seven Sept
- Pays de production :  États-Unis
- Langue : anglais
- Format : Couleurs - 1.85:1 - Dolby Digital
- Genre : Comédie, action et espionnage
- Durée : 96 minutes
- Dates de sortie :
  - États-Unis : 29 mai 2015 (sortie cinéma limitée + sortie VOD)
  - Québec : 4 août 2015 (directement en vidéo)
  - France : 7 août 2015 (directement en vidéo)

## Distribution
- Hailee Steinfeld (VF : Marie Tirmont) : Megan Walsh / Numéro 83
- Jessica Alba (VF : Barbara Delsol) : Victoria Knox
- Samuel L. Jackson (VF : Thierry Desroses) : Hardman
- Dove Cameron : Elizabeth "Liz" Larson
- Sophie Turner (VF : Kelly Marot) : Heather / Numéro 84
- Thomas Mann : Roger Marcus
- Toby Sebastian : Cash Fenton
- Gabriel Basso (VF : Damien Laquet) : Bernard "Gooch"
- Rachael Harris : Mrs. Larson
- Jason Ian Drucker  (VF : Olivia Charpentier) : Parker Larson
- Dan Fogler (VF : Laurent Pasquier) : Mr. Drumm
- Rob Huebel (en) : Mr. Marcus
- Steve-O : Pedro
- Jaime King : Analyste Knight
- Alexandra Krosney : Cindy
- Finesse Mitchell (en) : Principal Weissman
- Bruno Gunn : Homme de main de Victoria Knox
- Madeleine Stack : Megan jeune
- Eva G. Cooper : Heather jeune

Sources V. F. : RS Doublage

Photos des acteurs principaux
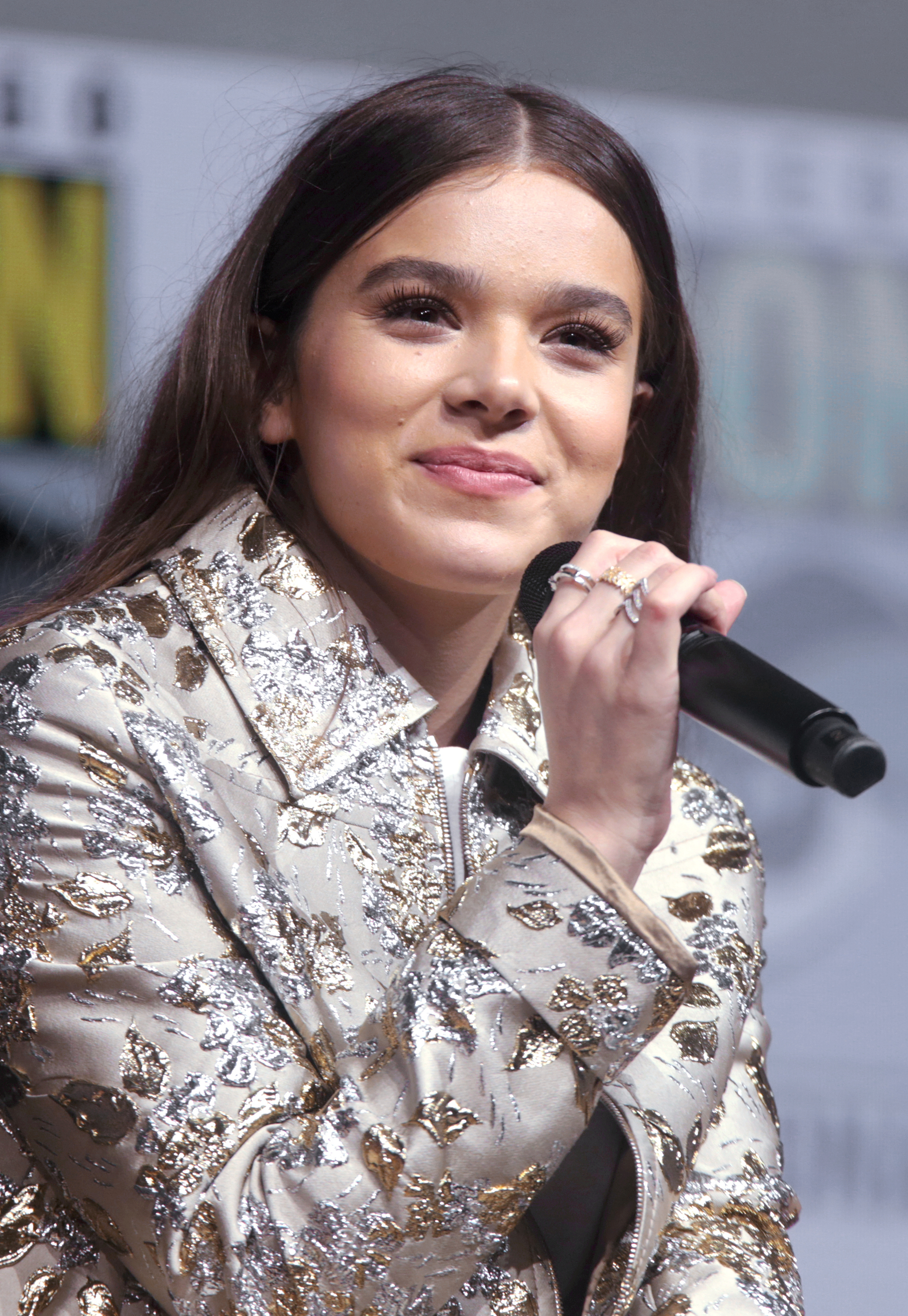
Hailee Steinfeld dans le rôle du numéro 83
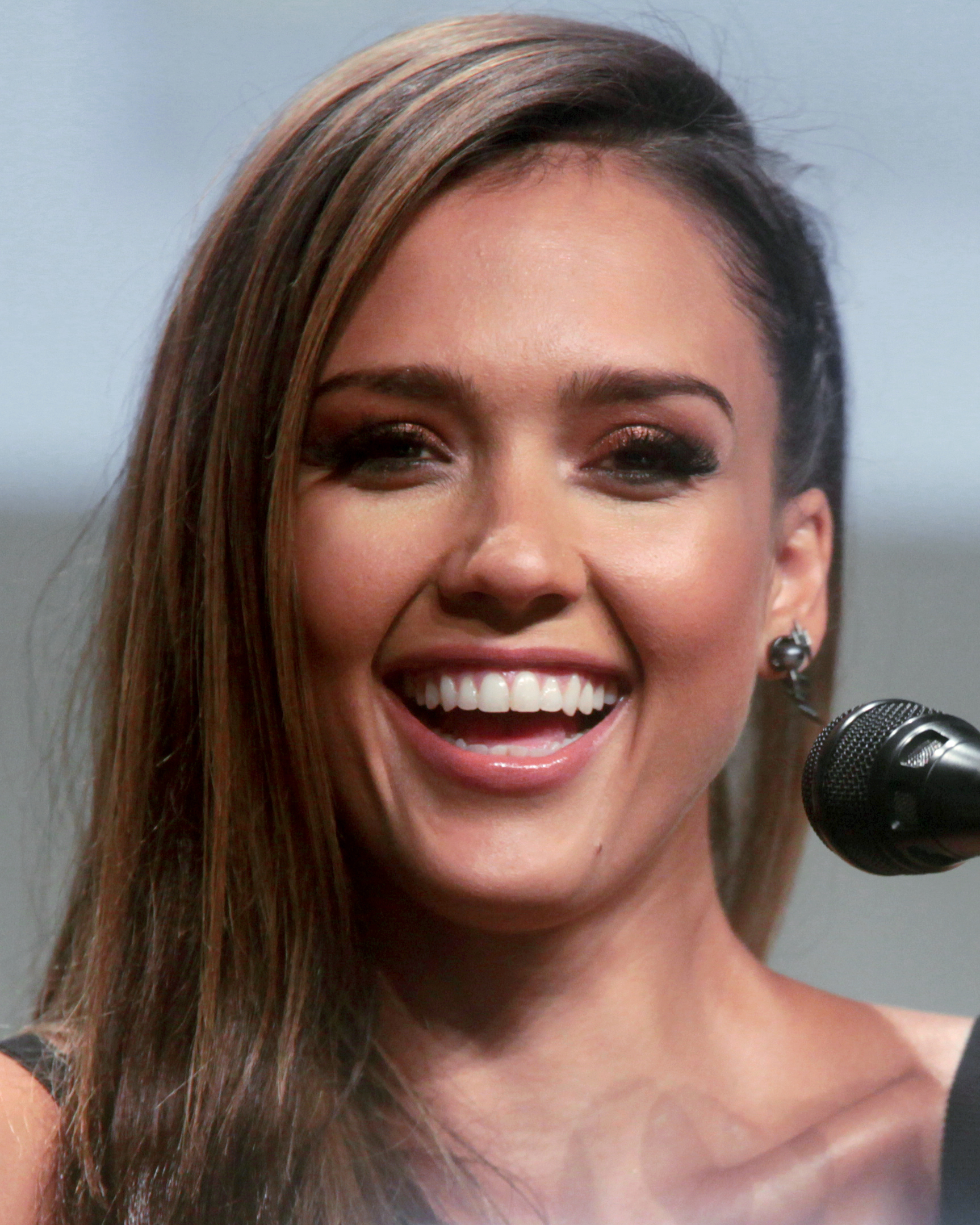
Jessica Alba dans le rôle de Victoria Knox
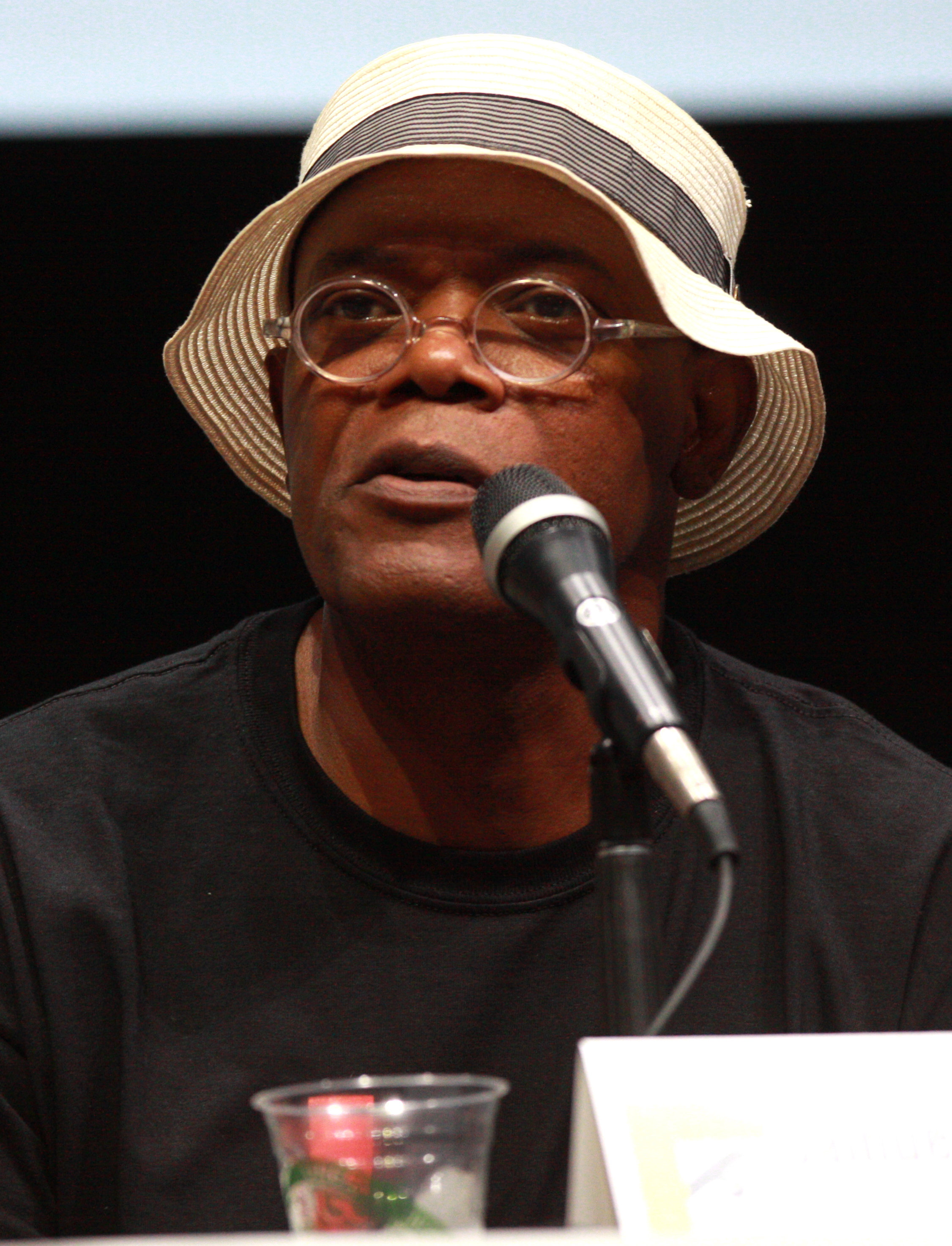
Samuel L. Jackson dans le rôle de Hardman
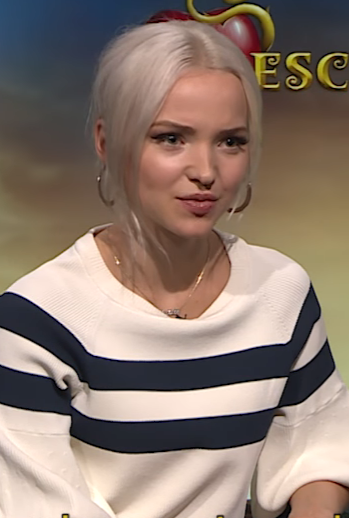
Dove Cameron dans le rôle de Liz
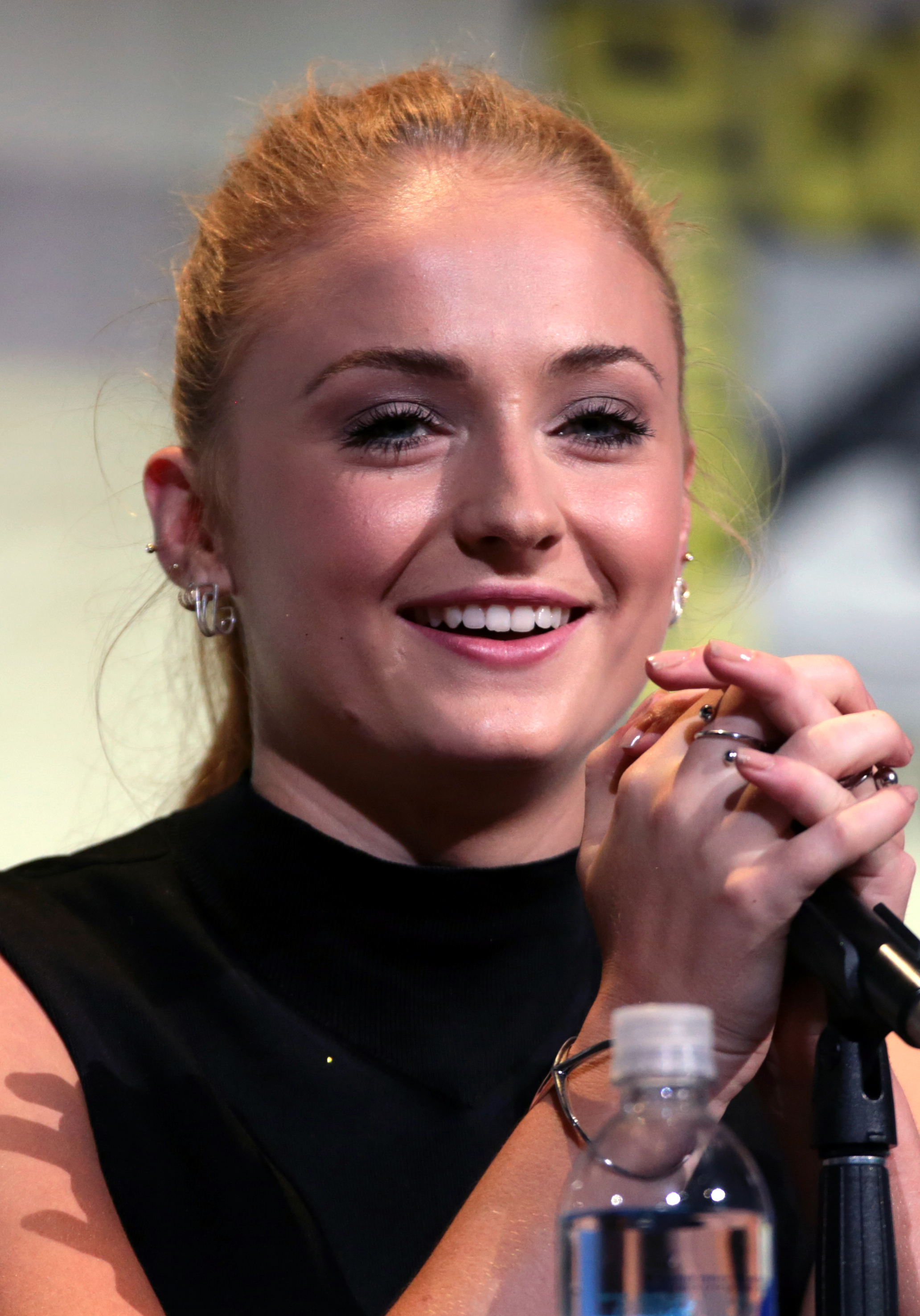
Sophie Turner dans le rôle de numéro 84
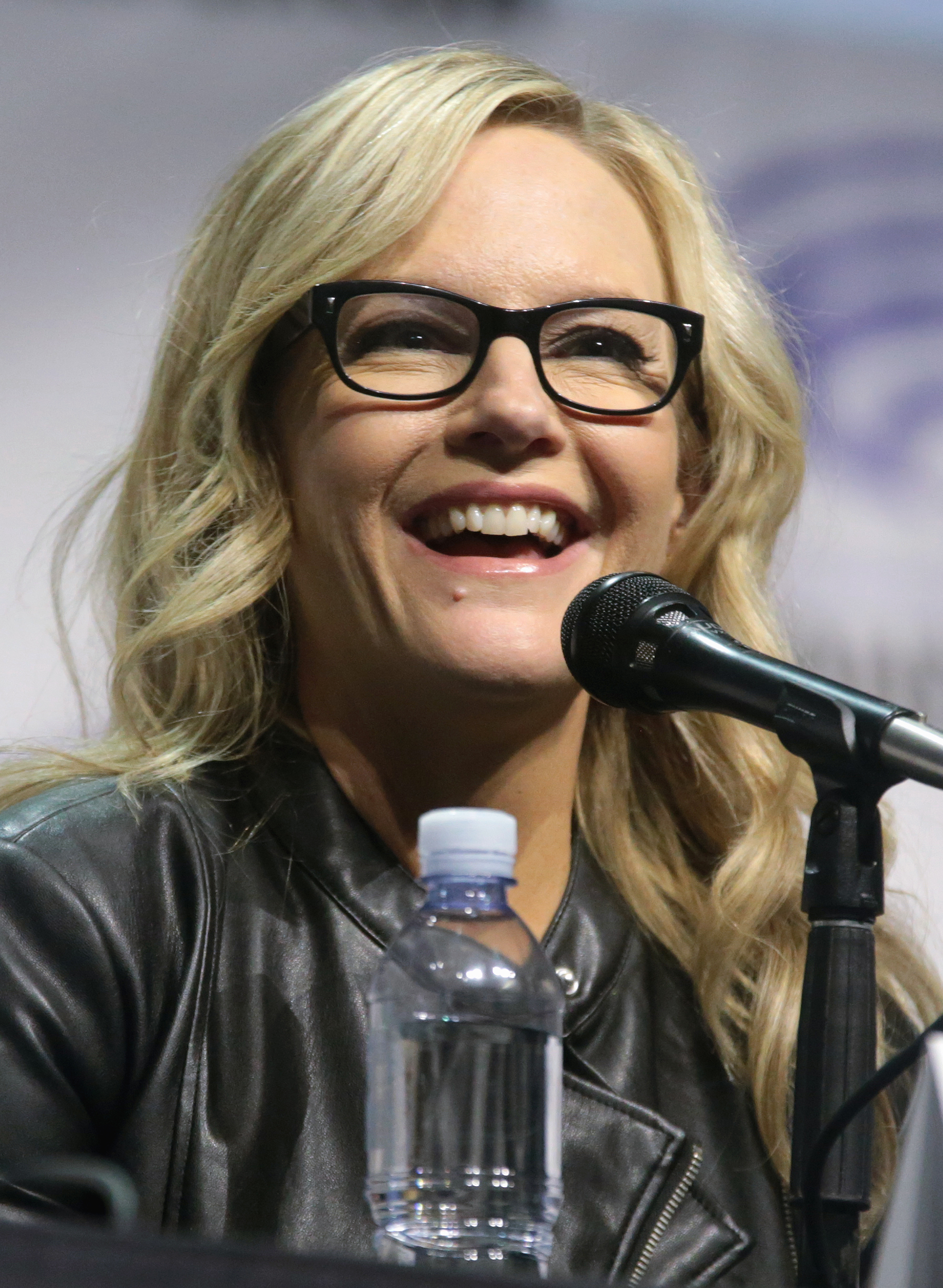
Rachael Harris dans le rôle de Mrs. Larson
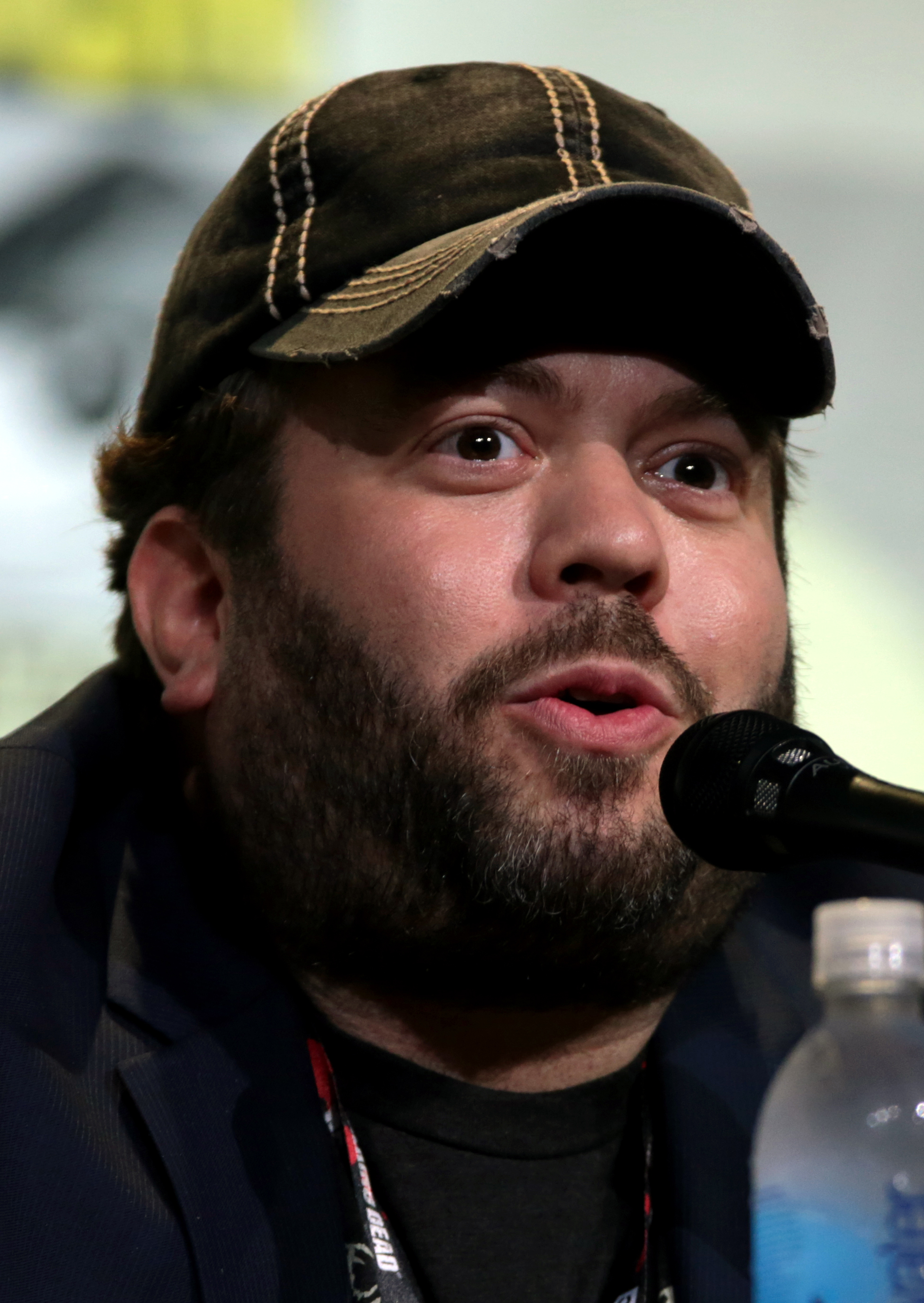
Dan Fogler dans le rôle de Mr. Drumm
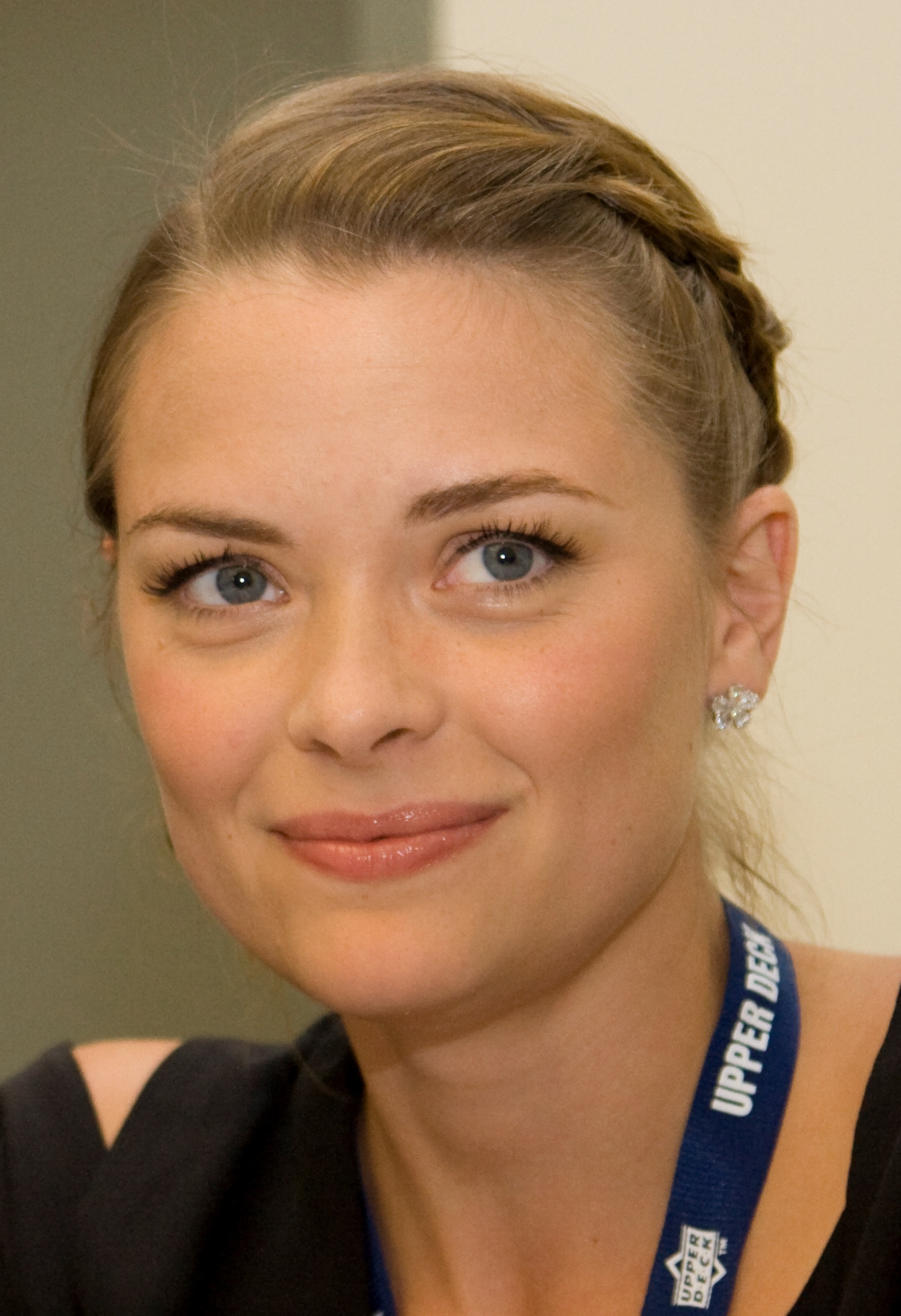
Jaime King dans le rôle de Knight

## Production
Le tournage du film a commencé en novembre 2013 à Atlanta en Géorgie et s'est terminé en décembre 2013.
Le 7 juillet 2014, il est annoncé que le compositeur Mateo Messina s'occuperait de la musique du film.
Le 25 février 2015, les droits de distribution du film ont été acquis par le studio de films indépendants A24 Films et par le groupe DirecTV. A24 Films s'occupera de la sortie cinéma limitée du film aux États-Unis et DirecTV de la sortie VOD en simultanée. Le film est ensuite sorti en vidéo chez Lionsgate qui s'occupe des sorties vidéos de A24 Films.

## Accueil

### Box-office
En plus d'être un film indépendant, Secret Agency a bénéficié d'une sortie cinéma limité à 22 salles et d'une sortie en vidéo à la demande en simultané aux États-Unis. Par conséquent, il n'a récolté que 6 075 $ au box-office américain.

### Critiques
Le film a reçu des critiques négatives sur le site agrégateur de critiques Rotten Tomatoes, recueillant 23 % de critiques positives, avec une note moyenne de 4,1/10 et sur la base de 31 critiques collectées. Sur Metacritic, il a reçu des critiques mitigées avec un score de 44/100 sur la base de 10 critiques collectées.